# Парал (сын Перикла)
Парал (др.-греч. Πάραλος) — сын афинского государственного деятеля Перикла.

Парал был сыном Перикла от первой его жены, ранее состоявшей в браке с Гиппоником. Родным братом Парала был Ксантипп. По словам Плутарха, их родители развелись, когда им перестала нравиться совместная жизнь. При этом Перикл с опекуном своей бывшей жены выдал её замуж за другого.
Перикл старался дать своим сыновьям достойное образование. Но, как следует из трактатов Платона, оба они оказались глупцами. По свидетельству Афинея, сократик Антисфен в своем диалоге «Аспасия» утверждал, что у Парала был приятелем некий Эвфем, задевавший прохожих грубыми и неуместными шутками.
Парал вслед за братом и матерью умер в 429 году до н. э. во время чумы. Плутарх передаёт, что смерть Парала сломила Перикла, и на похоронах он не в силах более крепиться разразился слезами, чего ранее никогда не случалось. Вскоре после смерти Парала скончался и сам Перикл.